# Tipula subeffulta
Tipula subeffulta är en tvåvingeart som beskrevs av Alexander 1969. Tipula subeffulta ingår i släktet Tipula och familjen storharkrankar.
Artens utbredningsområde är Peru. Inga underarter finns listade i Catalogue of Life.